# Нехай диявол забере і вас
«Нехай диявол забере і вас» (індонезійська Sebelum Iblis Menjemput Ayat 2, латиніз. Before the Devil Picked up: Verse Two), також відомий як «Нехай диявол забере тебе: Розділ другий») — фантастичний фільм жахів 2020 року, знятий і написаний Тімо Тьяджанто. Це продовження фільму 2018 року «Нехай диявол забере тебе». Тяг'янто оголосив про плани щодо третьої частини серії.

## Сюжет
Д'юї навідує свою подругу Ґадіс, яка виглядає наляканою. Вирішивши залишитися з нею на ніч, наступного ранку Ґадіс знаходить Д'юї жорстоко вбитою.
Два роки потому, після жахливого протистояння з демонічними силами, Алфі (Челсі Іслан) і Нара (Хадіджа Шахаб) намагаються повернутися до звичайного життя. Але Алфі й досі переслідують провина та моторошні видіння. Її найстрашніший кошмар тільки починається, адже невідома темна сила, що жадає душ, знову пробуджується, аби забрати їхнє життя.
Одного дня незнайомці викрадають Алфі та Нару й відвозять їх до закинутого сиротинця. Викрадачами виявляються Лео, Марта, Крісті, Буді, Дженар і Ґадіс — люди, які колись жили в цьому притулку й залишилися там навіть після його закриття. Власник сиротинця, Аюб, поклонявся Молоху та жорстоко знущався над ними, що зрештою змусило їх спалити його живцем у підвалі. Лише Ґадіс була впевнена, що його дух продовжує переслідувати їх, і тільки після того, як ще одна з їхніх подруг, Деві, загинула за загадкових обставин, група повірила в її слова.
Дізнавшись, що батько Алфі використовував Чорну Біблію, друзі наполягають, щоб вона провела ритуал, який допоможе зняти прокляття. Марта вивчає книгу й дізнається, що Алфі повинна виконати закляття, залишивши на сторінці свою кров. Неохоче погодившись, Алфі бере участь у ритуалі, але після нього на них нападає злий дух, що вселяється у Крісті, спричиняючи загибель Дженара і Крісті.
Алфі починає розпитувати групу про їхнє минуле й вимагає відпустити її з Нарою, проте їхня втеча зривається — машина відмовляється заводитися, а Буді, повернувшись до будинку, застає Алфі в стані непритомності після нападу надприродної сутності.
Отямившись, Алфі опиняється в будинку разом із Буді, Мартою та Нарою. В розмові вона помічає на старій фотографії Аюба та дітей щось підозріле: Ґадіс і Аюб тримаються за руки, що свідчить про їхній особливий зв'язок. Алфі розуміє, що Ґадіс, ймовірно, стала жертвою Стокгольмського синдрому й обманом привела їх із Нарою в пастку. Тим часом Лео знаходить таємний прохід із ритуальними символами, але, намагаючись утекти, потрапляє у пастку — Ґадіс зачиняє двері, і Аюб убиває його.
Спільнота намагається втекти, але Ґадіс їм заважає. У сутичці вона валить Буді, а потім жорстоко вбиває Марту, замикає Алфі в охопленій вогнем кімнаті й забирає Нару. У відчаї Алфі викликає силу Чорної Біблії, що дає їй надприродну міць. Вона виривається, рятує Буді й повертається за Нарою.
Коли сестри нарешті знаходять одна одну, їх атакує Ґадіс. Але тепер Алфі володіє силою й завдає їй удару пилкою. Втікаючи, група стикається з Ґадіс знову — цього разу Буді збиває її машиною. Але перед смертю Аюб виривається з її тіла, розриваючи його зсередини. Він нападає на Алфі та Нару, намагаючись заволодіти Алфі. Розуміючи, що не може допустити цього, вона встромляє ніж собі в серце, жертвуючи собою.
Однак Молох повертає її до життя, наголошуючи, що вона помре лише тоді, коли він цього захоче, бо її душа вже давно належить йому.
Наступного ранку Алфі, Нара і Буді залишають спалений сиротинець. Вона знає, що боротьба ще не скінчилася, але тепер у неї є додаткова сила, союзник і Чорна Біблія.

## Акторський склад
- Челсі Іслан — Алфі
- Відіка Сідмор — Ґадіс
  - Монтсеррат Гізель — молода Ґадіс
- Хадіджа Шахаб — Нара
- Баскара Махендра — Буді
  - Абірама Путра — молодий Буді
- Шаріфа Дааніш — Дженар
  - Кхайла Махарані — молода Дженар
- Лутеша — Крісті
  - Кантіка Путрі Кірана — молода Крісті
- Каріна Салім — Марта
  - Макайла Роуз — молода Марта
- Ар'я Васко — Лео
  - Зізі Зідан — молодий Лео
- Орелі Мореманс — Деві
  - Марша Аурелія — молода Деві
- Трі Харіоно — Аюб
- Рей Сахетапі — Лесмана
- Каріна Суванді — Лаксі
- Рут Маріні — жриця
- Саєфулла Махюдін — диявол Молох
  - Абімана Ар'ясатья — диявол Молох (голос)

## Поширення
«Нехай диявол забере і вас» вийшов у кінотеатрах Індонезії 27 лютого 2020 року, а потім в цій же країні на Disney+ Hotstar. 29 жовтня 2020 року він був випущений безпосередньо на відео в Сполучених Штатах через Shudder.

## Відгуки
«Нехай диявол забере і вас» має рейтинг 73 % на агрегаторі відгуків Rotten Tomatoes на основі 11 відгуків. Bloody Disgusting і Signal Horizon прокоментували, що хоча у фільмі використовуються знайомі тропи жахів, у ньому це подано ефективно. Обидва видання порівняли фільм Сема Реймі «Зловісні мерці», а Signal Horizon відзначили порівняння з фільмом Джоко Анвар «Королева чорної магії», який рецензент вважав кращим, хоча зазначив, що у фільмі Тяг'янто «має кілька по-справжньому огидних моментів і більше, ніж кілька смішних». The Daily Dead також проаналізував фільм і відчув, що фільм демонструє «чітке відчуття зростання режисерського стилю Тяг'янто між першим фільмом „Нехай диявол забере тебе“ і його сиквелом, і хоча мені безумовно сподобався оригінальний фільм, продовження повністю вибиває з колії безрозсудною відчайдушністю, і я був у захваті від того, що він робить у цьому фільмі».

## Продовження
Тімо Тьяджанто оголосив, що фільм «Нехай диявол забере тебе: глава третя» знаходиться в стадії розробки, додавши, що він уже подумав про те, яких персонажів він може розкрити глибше та що досліджувати далі.